# Poplava informacij
Poplava informacij ali informacijska eksplozija (tudi informacijsko preobilje ali informacijska zasičenost, zasičenost z informacijami) je hitro naraščanje količine objavljenih informacij ali podatkov, posledično tudi neizmerna razširjenost informacij. Poudarek je na količini in ne na kakovosti novonastalih informacij. Ob skokovitem naraščanju količine dostopnih informacij se pojavljajo vedno večje težave pri upravljanju z njimi, kar lahko privede do informacijske preobloženosti (angl. information overload). Pojem "informacijska eksplozija" se je prvič pojavil v oglasu podjetja IBM v časniku The New York Times 30. aprila 1961, v slovenskem tisku pa je zveza "poplava informacij" prvič zapisana 1956.

## Soočanje s poplavo informacij
Zaradi izobilja dostopnih informacij, se od 1970. let razvijajo tehnike pridobivanja znanja (relevantnih informacij) iz prekomerne količine elektronskih informacij. Združevanje podatkovnih virov je lahko v pomoč pri podatkovnem rudarjenju (angl. data mining).

## Naraščanje količine informacij
- Svetovna tehnološka zmogljivost hrambe informacij strmo narašča in je leta 1986 znašala 2,6 (optimalno komprimiranih) eksabajtov (1 eksabajt (EB) = 1.000.000.000.000.000.000 oz. 1018 trilijon bajtov), leta 1993 15, 8 eksabajtov, leta 2000 več kot 54,5 eksabajtov, leta 2007 pa kar 295 eksabajtov. Če bi te količine pretvorili v število 730-MB zgoščenk (CD-ROM) na osebo, je kapaciteta hrambe informacij leta 1986 znašala manj kot 1 zgoščenko (539 MB) na osebo, leta 1993 okrog 4 zgoščenke na osebo, leta 2000 12 zgoščenk na osebo, leta 2007 pa skoraj 61 zgoščenk na osebo. V hipotetičnem primeru, da bi leta 2007 vso svetovno količino informacij oz. 404 milijarde zgoščenk (upoštevaje povprečno debelino zgoščenke 1,2 mm) postavili na kup, bi ta za eno četrtino presegel razdaljo od Zemlje do Lune.
- Svetovna tehnološka zmogljivost sprejema informacij preko enosmernih razpršenih oddajnih omrežij je leta 1986 znašala 432  eksabajtov, leta 1993 715 eksabajtov, leta 2000 1.200 eksabajtov, leta 2007 pa 1.900 eksabajtov.
- Svetovna tehnološka zmogljivost izmenjave informacij preko dvosmernih telekomunikacijskih omrežij je leta 1986 znšala 0,281 eksabajtov, leta 1993 0,471 eksabajtov, leta 2000 2,2 eksabajta, leta 2007 pa 65 eksabajtov.
- Avgusta leta 2005 je obstajalo več kot 70 milijonov spletnih strežnikov. Novembra leta 2017 je obstajalo več kot 1,8 milijarde spletnih strežnikov.
- Po podatkih oglaševalske platforme Technorati se število blogov podvoji približno vakih 6 mesecev, skupno število blogov pa je aprila 2006 znašalo 35.3 milijone. Gre za primer zgodnje faze logistične rasti, ko je rast približno eksponentna, saj so blogi nedaven izum. Bolj ko se število blogov približuje številu potencialnih avtorjev (ljudi), prihaja do zasičenosti in zmanjšanja rasti, dokler se na koncu število blogov ne stabilizira.

## Sorodni pojmi
Pojem "informacija" se v elektronskih medijih pogosto enači s "podatkom". Pojem "informacijska eksplozija" je primerljiv s konceptom poplave podatkov (angl. data flood) oz. poplave informacij. Oba koncepta temeljita na stalnem povečevanju količine elektronskih podatkov, ki so izmenjani v določeni časovni enoti.

## Izzivi
Neizmerno izobilje informacij prinaša koristi na več nivojih, vendar se v zvezi s tem porajajo skrbi glede zasebnosti, pravnih in etičnih smernic, filtriranja in točnosti informacij. Filtriranje je iskanje uporabnih (relevantnih) informacij v ogromni množici podatkov. Primer filtriranja podatkov je npr. podatkovno rudarjenje. Zaradi velike količine javno dostopnih podatkov je oteženo zagotavljanje anonimnosti občutljivih podatkov. Prav tako je potrebno upoštevati pravne in etične smernice, ki določajo, kdo je lastnik podatkov in kako pogosto ter za koliko časa jih mora obljavljati.